# Великолукське
Великолукське (рос. Великолукское) — селище Гвардійського міського округу, Калінінградської області Росії. Входить до складу Славинського сільського поселення.
Населення — 83 особи (2015 рік).

## Населення
| 2002 | 2010 |
| ---- | ---- |
| 100  | ↘83  |